# Донгулагаш
Донгулагаш (каз. Дөңгілағаш) — село в Зерендинском районе Акмолинской области Казахстана. Входит в состав Конысбайского сельского округа. Код КАТО — 115649400.

## География
Село расположено на севере района, в 59 км на север от центра района села Зеренда, в 9 км на северо-запад от центра сельского округа села Конысбай.

### Улицы[2]
- ул. Береке,
- ул. Жастар,
- ул. Мадениет,
- ул. Наурыз.

### Ближайшие населённые пункты
- село Конысбай в 9 км на юго-западе,
- село Бирлестик в 11 км на северо-востоке,
- село Васильковка в 13 км на востоке,
- село Сейфуллино в 13 км на северо-западе,
- село Красный Яр в 14 км на юго-востоке,
- село Симферопольское в 14 км на юго-западе.

## Население
В 1989 году население села составляло 204 человека (из них казахов 100%).
В 1999 году население села составляло 223 человека (115 мужчин и 108 женщин). По данным переписи 2009 года, в селе проживали 224 человека (118 мужчин и 106 женщин).
| Численность населения | Численность населения | Численность населения |
| 1989                  | 1999                  | 2009                  |
| --------------------- | --------------------- | --------------------- |
| 204                   | ↗223                  | ↗224                  |